# Gausbert I d'Empúries-Rosselló
Gausbert (? - 931) fou comte d'Empúries i Rosselló (915-931).

## Família
Fill de Sunyer II d'Empúries i Rosselló i germà de Benció. Gausbert es casà amb Trudegarda, amb la qual tingué:
- l'infant Sunyer
- Gausfred I d'Empúries (?-v 991), comte de Rosselló i comte d'Empúries
- Ermengarda d'Empúries (?-994), casada amb Oliba Cabreta

## Vida política
A la mort del seu pare el 915 governà els dos comtats amb l'ajuda del seu germà, que morí el 916, passant ell a regir el comtat de forma individualitzada.
Mentre el seu pare va visitar el rei franc per retre-li homenatge, ell ja no ho fé, cosa que marcà la independència dels seus comtats respecte dels capets.
El 927 reedificà Sant Martí d'Empúries, com ho testimonia una làpida en baix llatí a la seva façana.Així mateix va participar en una campanya, juntament amb el marquès de Gòtia, contra la invasió magiar l'any 924 i es defensà dels atacs sarraïns.